# Buma Classical Award
Der Buma Classical Award ist ein niederländischer Musikpreis der Stiftung Buma Cultuur für Klassische Musik, welcher seit 2017 vergeben wird.
Seit 1962 lobt die Stiftung die Gouden Harp (dt. Goldene Harfe) für alle musikalischen Kunstrichtungen aus, die Stiftung hat seit 2014 ihre Preise und Vergaben aber geändert.

## Preisträger
- 2017: Johan de Meij
- 2018: Jacob de Haan
- 2019: Vanessa Lann
- 2020: Aart Strootman
- 2021: Toek Numan
- 2022: Martin Fondse
- 2023: Mathilde Wantenaar
- 2024: keine Preisvergabe